# Claude d'Espence
Claude Togniel, sieur d'Espence, dit Claude d'Espence, en latin Claudius Espencæus, né en 1511 à Châlons-en-Champagne, mort le 5 octobre 1571 à Paris, est un théologien, humaniste et diplomate français. Catholique modéré, conscient de la nécessité de réformer l'Église et d'éviter la guerre civile, il représentait le parti des « moyenneurs ».

## Biographie
Il était issu d'une famille de la noblesse champenoise, titulaire de plusieurs seigneuries (dont celle d'Épense) et d'une fortune importante. Sa mère, Yolande Jouvenel des Ursins, était la petite-fille de Michel Jouvenel des Ursins, qui fut bailli de Troyes. Il choisit très jeune l'état ecclésiastique plutôt que la carrière des armes. Il vint à Paris et étudia les lettres au collège de Calvy, la philosophie au collège de Beauvais, et la théologie au collège de Navarre à partir de 1536. Il fut élu recteur de l'Université de Paris le 16 décembre 1540, et reçut le bonnet de docteur en théologie en 1542.
Il se fit très tôt remarquer pour son talent oratoire : en 1534, étant étudiant au collège de Beauvais, il donna devant Charles de Villiers de L'Isle-Adam, évêque de Beauvais (et patron de l'établissement) une Concio synodalis de officio pastorum. Il devint un prédicateur réputé, mais en 1543, prêchant le carême à l'église Saint-Merri, il s'attira des ennuis pour avoir mis en cause le rôle de la Légende dorée dans le culte des saints : il y eut plainte devant la Sorbonne, et le prédicateur fut invité à s'expliquer ou à se rétracter (ce qu'il fit dans la même église le 22 juillet).
En 1542, il fut admis dans l'entourage du cardinal Jean de Lorraine, et il s'y rendit vite indispensable. En 1544, il suivit le cardinal en Flandre, comme secrétaire, pour négocier les conditions de la paix qui devait suivre la trêve de Crépy-en-Laonnois (18 septembre). Fin décembre de la même année, il fit partie de la commission de douze théologiens de Sorbonne convoqués à Melun par le roi François Ier pour préparer les questions à soumettre au concile de Trente ; il joua un rôle important dans cette délibération, parlant souvent le premier, bien qu'étant le plus jeune. Le 15 août 1547, le concile ayant été transféré à Bologne, Henri II le missionna, comme « théologien du roi », pour accompagner ses deux ambassadeurs (le sieur d'Urfé, gentilhomme ordinaire de sa Chambre, et Michel de l'Hospital, alors conseiller au Parlement de Paris). Il ne resta pas longtemps à Bologne, car le concile fut suspendu par le pape en février 1548.
En septembre 1555, il accompagna à Rome le cardinal Charles de Lorraine, chargé de négocier un traité entre la France et le Saint-Siège ; sa compétence impressionna tant le pape Paul IV, paraît-il, qu'il parla de le faire cardinal pour le retenir à Rome. En tout cas, cette promotion ne se fit pas.
En décembre 1560, il participa aux États généraux d'Orléans, où eurent lieu des conférences de théologiens pour débattre de ce qu'il y avait à faire dans le Concile, qui venait d'être reconvoqué par Pie IV. En septembre 1561, il participa au colloque de Poissy, comme représentant des catholiques ; il y croisa le fer avec Théodore de Bèze, mais il indisposa certains prélats de son camp (à commencer par le cardinal de Tournon) par son ouverture à la discussion et aux concessions.
La même année parut un livre anonyme sur le culte des images, qui fut jugé digne de censure par plusieurs docteurs de la Sorbonne, et certains accusèrent Claude d'Espence d'en être l'auteur, ce dont il se défendit toujours. Voulant apaiser ce différend, le cardinal de Lorraine réunit chez lui le doyen de la faculté de théologie, quelques docteurs, et d'Espence lui-même, et il fut convenu que ce dernier lirait dans une assemblée publique de la faculté un mémoire sur le sujet écrit de la propre main du cardinal. Après cette assemblée, et une délibération de la faculté, le doyen pria d'Espence de rédiger un autre traité sur le même sujet, pour effacer le scandale causé par le premier. D'Espence répondit qu'il craignait fort que ce qu'il avait à en dire ne déplaise de toute façon à certains, même s'il ne doutait pas que ce ne fût une bonne action que de s'agenouiller devant les images du Christ, de la Vierge et des saints.
Il participa encore aux conférences de Saint-Germain-en-Laye en janvier et février 1562. Ensuite, refusant lui-même d'être renvoyé au concile de Trente, il se retira de la vie publique et se consacra à l'écriture. Il mourut à Paris, le 5 octobre 1571, après avoir longtemps souffert de la maladie de la pierre. Il fut inhumé dans l'église Saints-Côme-et-Damien, sa paroisse, avec un tombeau en marbre blanc, une statue le représentant agenouillé, et l'épitaphe suivante :
« Nobilissimo, piissimo, omnique disciplinarum genere cumulatissimo Domino Claudio Espencæo, theologorum hujus sæculi facile principi ; paterno quidem ex genere, ex clarissimo Espencæorum ; materno, illustri Ursinorum familia orto ; Divini Verbi præconi celeberrimo, pauperum patri benignissimo ; qui cum per 46 annos continuos in hac prima omnium Academia litteris humanioribus, philosophicis, & divinis operam cum omnium incredibili admiratione navasset, a rege christianissimo Francisco primo Melodunum, ab Henrico secundo Bononiam, a Francisco secundo Aureliam, a Carolo nono Pissiacum, religionis componendæ ordinandæque nomine, inter primos hujus augustissimi regni proceres partim legatus, partim orator, de re christiana invictissime doctissimeque disceptasset, permultos in Sacrosanctam Scripturam edidisset ; tandem gravissimo calculi morbo diu multumque vexatus, cum omnium principum, senatorum, nobilium plebeiorumque luctu ac desiderio obiit anno ætatis 60. die 5. octobris 1571. »

## Œuvre

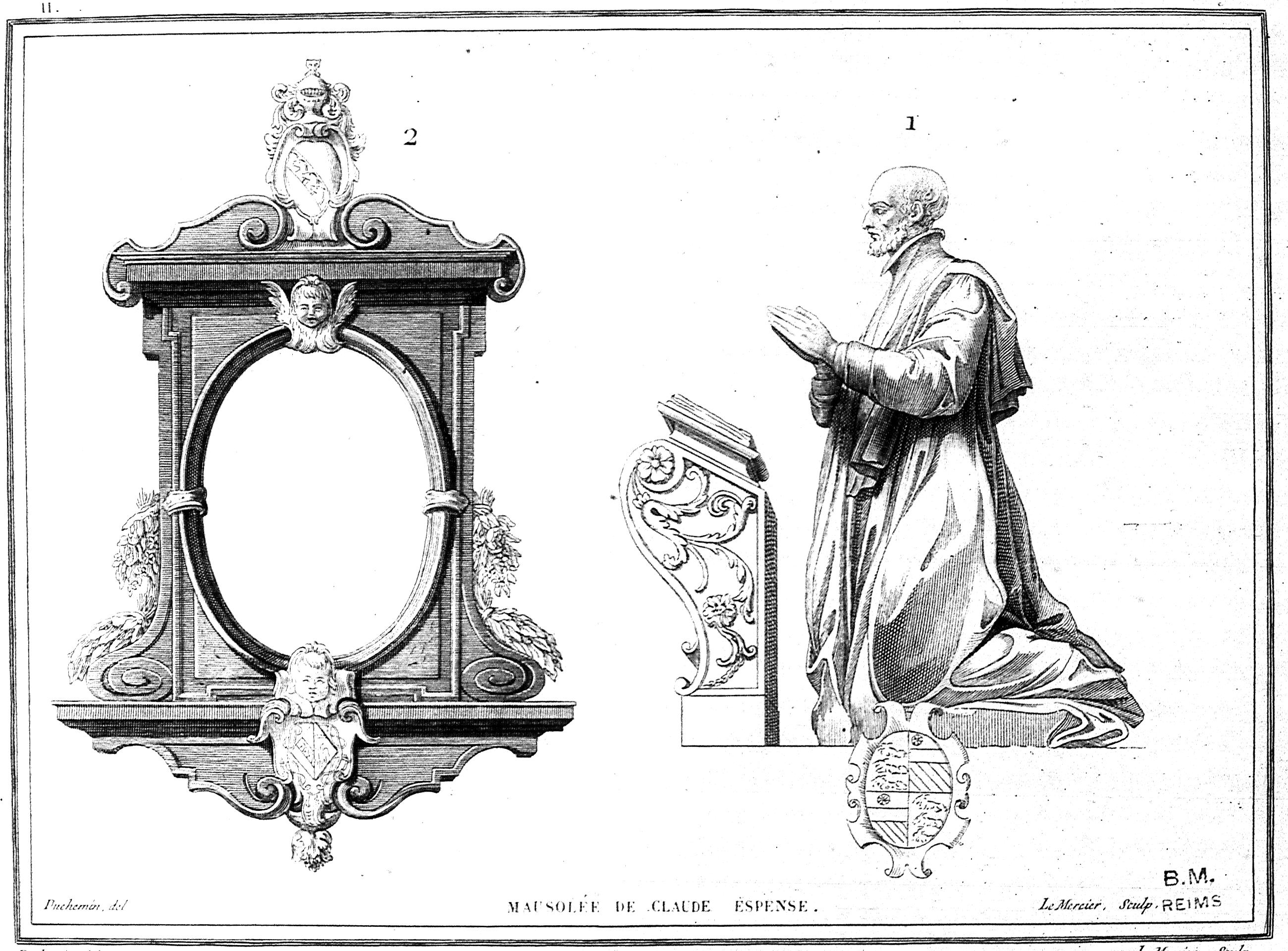
Tombeau de Claude d'Espence.

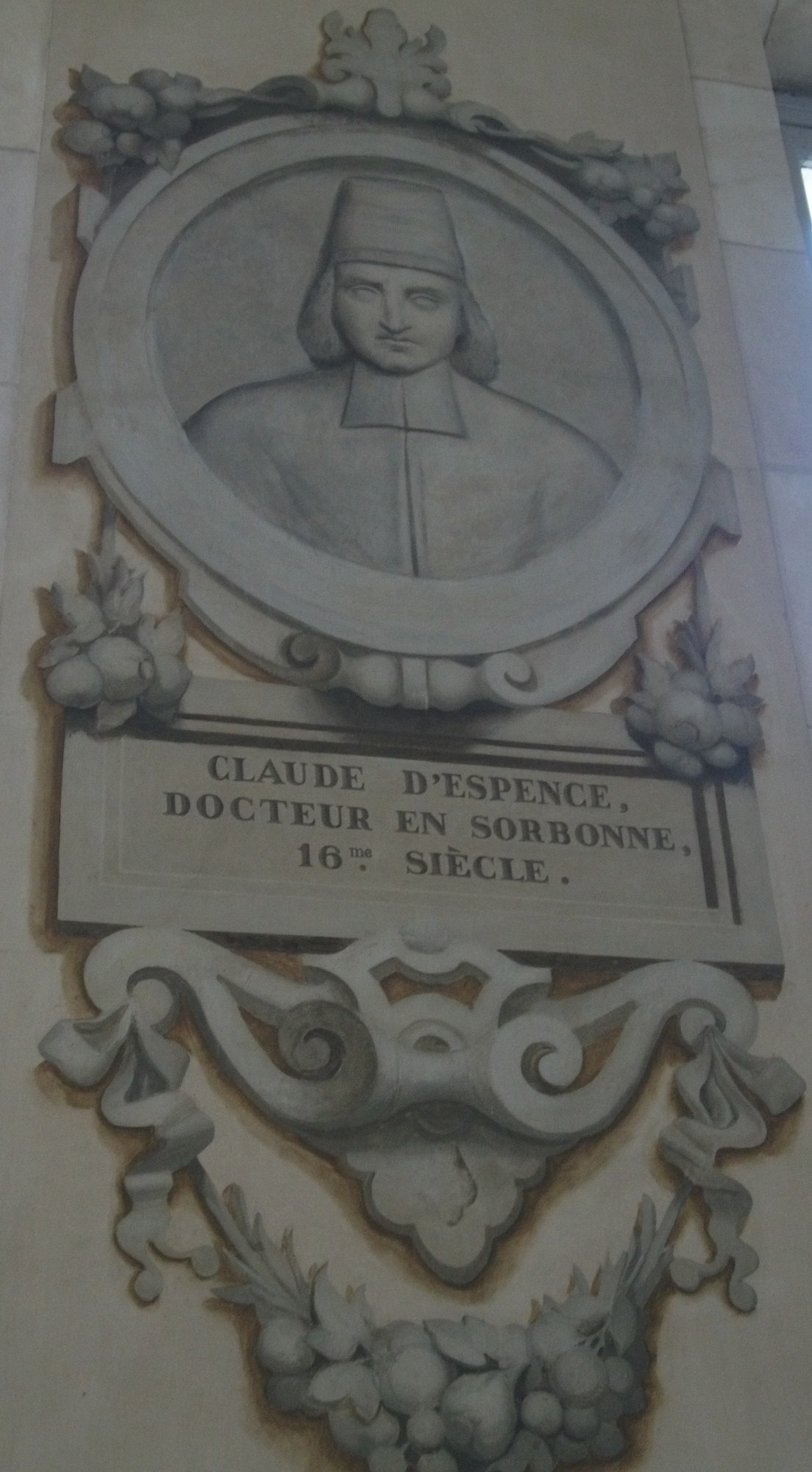
Grisaille de l'Hôtel de ville de Châlons.

Ses principaux ouvrages en français sont les suivants :
- Institution d'un prince chrétien, dédiée au roi Henri II (Paris, 1548, et Lyon, 1549) ;
- Traité contre l'erreur vieil, & renouvelé des prédestinez, contre le calvinisme (Lyon, 1548, et Paris, 1556) ;
- Deux oraisons funèbres, l'une sur le trépas de François Olivier, chancelier de France, prononcée à Saint-Germain-l'Auxerrois le 29 avril 1560, & l'autre sur le trépas de Marie, reine douairière d'Écosse, prononcée dans l'église de Paris le 12 août 1560 (Paris, 1561) ;
- Cinq sermons ou traitez : le premier de l'honneur des parents, le second des traditions humaines, le troisième des traditions ecclésiastiques, le quatrième de l'usage de la bénédiction en la vieille Loy, le cinquième de la bénédiction en la nouvelle (Paris, 1562) ;
- Traité sur l'efficace de la parole de Dieu (Paris, 1566) ;
- Quatre homélies sur la parabole de l'enfant prodigue ;
- Paraphrase ou méditation sur l'oraison dominicale ;
- Traité en forme de conférence avec les ministres, touchant la vertu de la parole de Dieu au ministère & usage des sacrements de l'Église (Paris, 1568) ;
- Continuation de la tierce conférence avec les ministres (Paris, 1570) ;
- Apologie contenant ample discours, exposition, réponse et défense de deux conférences avec les ministres de la religion prétendue réformée (Paris, 1569) ; réponse à sa mise en cause personnelle par le pasteur calviniste Jean de Serres (Commentarii de statu religionis & reipublicæ in regno Franciæ), qui l'accusait d'être un propagandiste mondain et intéressé au service des intérêts particuliers du cardinal de Lorraine ;
- Deux notables traitez, l'un desquels enseigne combien les lettres & les sciences sont utiles aux rois & aux princes ; l'autre contient un discours à la louange des trois lys de France (Paris, 1575).

Il a aussi traduit en français notamment des sermons de Jean Chrysostome et de Théodoret de Cyr, deux déclamations de Grégoire Palamas (le procès de l'âme et du corps), l'Épitomé d'histoire ecclésiastique attribué à Haymon d'Halberstadt, et aussi un traité de Plutarque sur l'instruction nécessaire aux princes.
Ses principaux ouvrages latins sont les suivants :
- Concio synodalis de officio pastorum (discours prononcé en 1534 devant l'évêque de Beauvais et son clergé, imprimé en 1561) ;
- De ablutione pedum ad Cenam Domini præparatoria (discours prononcé le jeudi saint de l'an 1537 à Notre-Dame de Paris) ;
- Sermo de triplici Francorum Liliorum incremento, hoc est I. litterarum, II religionis, III armorum (discours prononcé au collège de Navarre en 1541, le jour de la saint Louis) ;
- Præfationes tres : I. De silentio & unitate Ecclesiæ ; II. De vi Verbi Dei in sacris mysteriis ; III. Quod principem litteræ deceant (Paris, 1561) ;
- Urbanarum meditationum in hoc sacro & civili bello elegiæ duæ (Paris, 1563) ;
- Commentarius in Epistolam Primam ad Timotheum cum digressionibus (Paris, 1561) ;
- Commentarius in Posteriorem Epistolam ad Timotheum cum digressionibus (Paris, 1564) ;
- Commentarius in Epistolam ad Titum cum digressionibus (Paris, 1568) ; ouvrage contenant une forte critique des abus qu'il avait constatés à la cour de Rome ;
- De librorum suspectorum lectione tractatus (texte joint au précédent) ;
- De clandestinis matrimoniis concilium (Paris, 1561) ; texte soutenant que les mariages conclus sans le consentement des parents doivent être déclarés nuls ;
- Sacrarum Heroidum liber (Paris, 1564) ; poésie chrétienne inspirée des Héroïdes d'Ovide ;
- De continentia libri sex (Paris, 1565) ; ouvrage qui montre entre autres que le célibat des prêtres n'est qu'une disposition de droit ecclésiastique, qui peut être changée ;
- De cælorum animatione (Paris, 1571) ; sur un ouvrage du cardinal Gasparo Contarini disant que les cieux étaient animés ;
- Collectarum ecclesiasticarum liber unus (Paris, 1566) ; les oraisons du missel romain mises en vers ;
- Institutum christiani hominis (Paris, 1570) ; catéchisme en vers ;
- De Eucharistia ejusque adoratione libri quinque (Paris, 1573) ;
- Libellus de privata & publica missa (texte joint au précédent) ; où il est montré que dans l'Église primitive il n'y avait pas de messes sans assistance de fidèles.